# Iso Tuomaanjärvi
Iso Tuomaanjärvi eller Tuomaanjärvi är en sjö i Finland. Den ligger i kommunen Ristijärvi i landskapet Kajanaland, i den centrala delen av landet, 500 km norr om huvudstaden Helsingfors. Iso Tuomaanjärvi ligger 163,2 meter över havet. Den är 9,4 meter djup. Arean är 2,31 kvadratkilometer och strandlinjen är 8,97 kilometer lång. Sjön  ingår i Uleälvens huvudavrinningsområde.   Den sträcker sig 1,9 kilometer i nord-sydlig riktning, och 2,1 kilometer i öst-västlig riktning.
I övrigt finns följande i Iso Tuomaanjärvi:
- Ollinsaari (en ö)

I övrigt finns följande vid Iso Tuomaanjärvi:
- Isojoki (ett vattendrag)